# لوفتنبرگ آندر دنو
لوفتنبرگ آندر دنو (به آلمانی: Luftenberg an der Donau) یک منطقهٔ مسکونی در اتریش است که در ناحیه پرگ واقع شده‌است. لوفتنبرگ آندر دنو ۱۶٫۸۶ کیلومتر مربع مساحت دارد ۲۹۵ متر بالاتر از سطح دریا واقع شده‌است.